# Sky ProCycling/2011
Deze pagina geeft een overzicht van de Sky ProCycling-wielerploeg in 2011.

## Algemeen
Sponsor: BSkyB
Algemeen manager: Dave Brailsford
Team manager: Sean Yates
Ploegleiders: Rod Ellingworth, Dan Hunt, Steven de Jongh, Servais Knaven, Marcus Ljungqvist, Nicolas Portal
Fietsen: Pinarello

## Renners
| Naam                 | Geboortedatum | Nationaliteit       | Ploeg 2010        |
| -------------------- | ------------- | ------------------- | ----------------- |
| Davide Appollonio    | 02-06-1989    | Italië              | Cervélo Test Team |
| Kurt-Asle Arvesen    | 09-02-1975    | Noorwegen           |                   |
| John-Lee Augustyn    | 10-08-1986    | Zuid-Afrika         |                   |
| Michael Barry        | 18-12-1975    | Canada              |                   |
| Edvald Boasson Hagen | 17-05-1987    | Noorwegen           |                   |
| Kjell Carlström      | 18-10-1976    | Finland             |                   |
| Dario Cioni          | 02-12-1974    | Italië              |                   |
| Steve Cummings       | 19-03-1981    | Verenigd Koninkrijk |                   |
| Russell Downing      | 23-08-1978    | Verenigd Koninkrijk |                   |
| Alex Dowsett         | 03-10-1988    | Verenigd Koninkrijk | Trek-Livestrong   |
| Juan Antonio Flecha  | 17-09-1977    | Spanje              |                   |
| Chris Froome         | 20-05-1985    | Verenigd Koninkrijk |                   |
| Simon Gerrans        | 16-05-1980    | Australië           |                   |
| Mathew Hayman        | 20-04-1978    | Australië           |                   |
| Greg Henderson       | 09-10-1976    | Nieuw-Zeeland       |                   |
| Jeremy Hunt          | 13-03-1974    | Verenigd Koninkrijk | Cervélo Test Team |
| Peter Kennaugh       | 15-06-1989    | Verenigd Koninkrijk |                   |
| Christian Knees      | 05-03-1981    | Duitsland           | Team Milram       |
| Thomas Lövkvist      | 04-04-1984    | Zweden              |                   |
| Lars Petter Nordhaug | 14-05-1984    | Noorwegen           |                   |
| Serge Pauwels        | 21-11-1983    | België              |                   |
| Morris Possoni       | 01-07-1984    | Italië              |                   |
| Michael Rogers       | 20-12-1979    | Australië           | Team HTC-Columbia |
| Ian Stannard         | 25-05-1987    | Verenigd Koninkrijk |                   |
| Chris Sutton         | 10-09-1984    | Australië           |                   |
| Ben Swift            | 06-12-1987    | Verenigd Koninkrijk |                   |
| Geraint Thomas       | 25-05-1986    | Verenigd Koninkrijk |                   |
| Rigoberto Urán       | 26-01-1987    | Colombia            | Caisse d'Epargne  |
| Bradley Wiggins      | 28-04-1980    | Verenigd Koninkrijk |                   |
| Xabier Zandio        | 17-03-1977    | Spanje              | Caisse d'Epargne  |

## Overwinningen
| Tour Down Under 2e etappe: Ben Swift 6e etappe: Ben Swift Ronde van de Algarve 3e etappe: Steven Cummings Kuurne-Brussel-Kuurne Winnaar: Chris Sutton Parijs-Nice 2e etappe: Greg Henderson Ronde van Romandië 5e etappe: Ben Swift Ronde van Californië 1e etappe: Ben Swift 2e etappe: Greg Henderson Ronde van Beieren 1e etappe: Edvald Boasson Hagen 4e etappe: Bradley Wiggins Eindklassement: Geraint Thomas | Ronde van Luxemburg 3e etappe: Davide Appollonio Puntenklassement: Davide Appollonio Critérium du Dauphiné Eindklassement: Bradley Wiggins Ronde van Oostenrijk 5e etappe: Ian Stannard Ronde van Frankrijk 6e etappe: Edvald Boasson Hagen 17e etappe: Edvald Boasson Hagen Ronde van Denemarken Eindklassement: Simon Gerrans Eneco Tour 6e etappe: Edvald Boasson Hagen Eindklassement: Edvald Boasson Hagen Vattenfall Cyclassics Winnaar: Edvald Boasson Hagen | Ronde van Poitou-Charentes 1e etappe: Davide Appollonio 5e etappe: Alex Dowsett Nationale kampioenschappen Verenigd Koninkrijk - wegrit: Bradley Wiggins Verenigd Koninkrijk - tijdrit: Alex Dowsett Ronde van Spanje 2e etappe: Chris Sutton 17e etappe: Chris Froome Ronde van Groot-Brittannië 8e etappe A (IT): Alex Dowsett Ploegenklassement Tour de Wallonie-Picarde 2e etappe: Chris Sutton Parijs-Bourges Winnaar: Matthew Hayman |

2010 · 2011 · 2012 · 2013 · 2014 · 2015 · 2016 · 2017 · 2018 · 2019 · 2020 · 2021 · 2022 · 2023 · 2024 · 2025
AG2R-La Mondiale · Astana · BMC Racing Team · Euskaltel-Euskadi · Team Garmin-Cervélo · Team HTC-High Road · Katjoesja · Lampre-ISD · Team Leopard-Trek · Liquigas-Cannondale · Team Movistar · Omega Pharma-Lotto · Quick Step · Rabobank · Team RadioShack · Saxo Bank-Sungard · Sky ProCycling · Vacansoleil-DCM